# La Mata (Gijón)
La Mata es una aldea que pertenece a la parroquia de Baldornón en el concejo de Gijón (Principado de Asturias). Se encuentra a 324 m s. n. m. y está situada a 13 km de la capital del concejo, Gijón. 

## Población
En 2020 contaba con una población de 12 habitantes (INE 2020) repartidos en 14 viviendas.